# Дзёхоку (станция)
Станция Дзёхоку (яп. 城北駅 Дзёхоку эки) железнодорожная станция на линии Астрам-лайн расположенная в районе Нака, Хиросима. Островная станция с одной платформой. Станция была открыта 20 августа 1994 года. На станции установлены платформенные раздвижные двери.

## История
Открыта 20 августа 1994 года.

## Близлежащие станции
| «         |  | Линия             |  | »            |
| --------- |  | ----------------- |  | ------------ |
| Кэнтё-маэ |  | Линия Астрам-лайн |  | Син-Хакусима |